# Joseph Heydendahl
Friedrich Joseph Nicolai Heydendahl (* 4. September 1844 in Düsseldorf; † 6. Februar 1906 ebenda) war ein deutscher Landschaftsmaler der Düsseldorfer Schule.

## Leben
Heydendahl besuchte die Kunstakademie Düsseldorf von 1859 bis 1865. Seine Lehrer waren Ludwig Heitland, Heinrich Mücke, Andreas und Karl Müller, Carl Ferdinand Sohn, Rudolf Wiegmann und Joseph Wintergerst. In Düsseldorf war er fast sein ganzes Leben tätig. 1879 ging er für einige Zeit nach London, doch bereits 1883 war er wieder nach Düsseldorf zurückgekehrt. Er unternahm auch Reisen in die Niederlande und nach Norwegen. Ein historisches Adressbuch aus dem Jahr 1889 benennt ihn – neben dem Maler Nikolaus Heydendahl – als einen Geschäftsführer der Kunsthalle Düsseldorf. Heydendahls Sohn war Ludwig August Heydendahl (1876–ca. 1960), der ebenfalls an der Düsseldorfer Akademie studierte und ein Maler von Landschafts- und Jagdmotiven wurde.

## Werke (Auswahl)
Heydendahl spezialisierte sich – ähnlich wie Johann Jungblut – auf Winterlandschaften, oft mit Jagdmotiven, Szenen aus dem Dreißigjährigen Krieg und in abendlichem Licht. Seine Landschaften, häufig Darstellungen von Gewässern, zeigen Motive aus Westfalen, vom Niederrhein, aus den Niederlanden oder Norwegen.
- Winterabend, 1879
- Norwegische Mondlandschaft, 1883
- Auszug aus der Burg (zwei Kriegshaufen mit Fahnenträgern und berittenen Führern durch die Winterlandschaft heranziehend), 1883
- Söldner auf dem Heimweg zum Schloss, 1887
- Dorfstraße im Winter, 1889
- Wildschweine in Winterlandschaft
- Winterabend am Altwasser
- Sommerliche Fjordansicht
- Eine Burg in einer Winterlandschaft (A castle in a winter landscape)

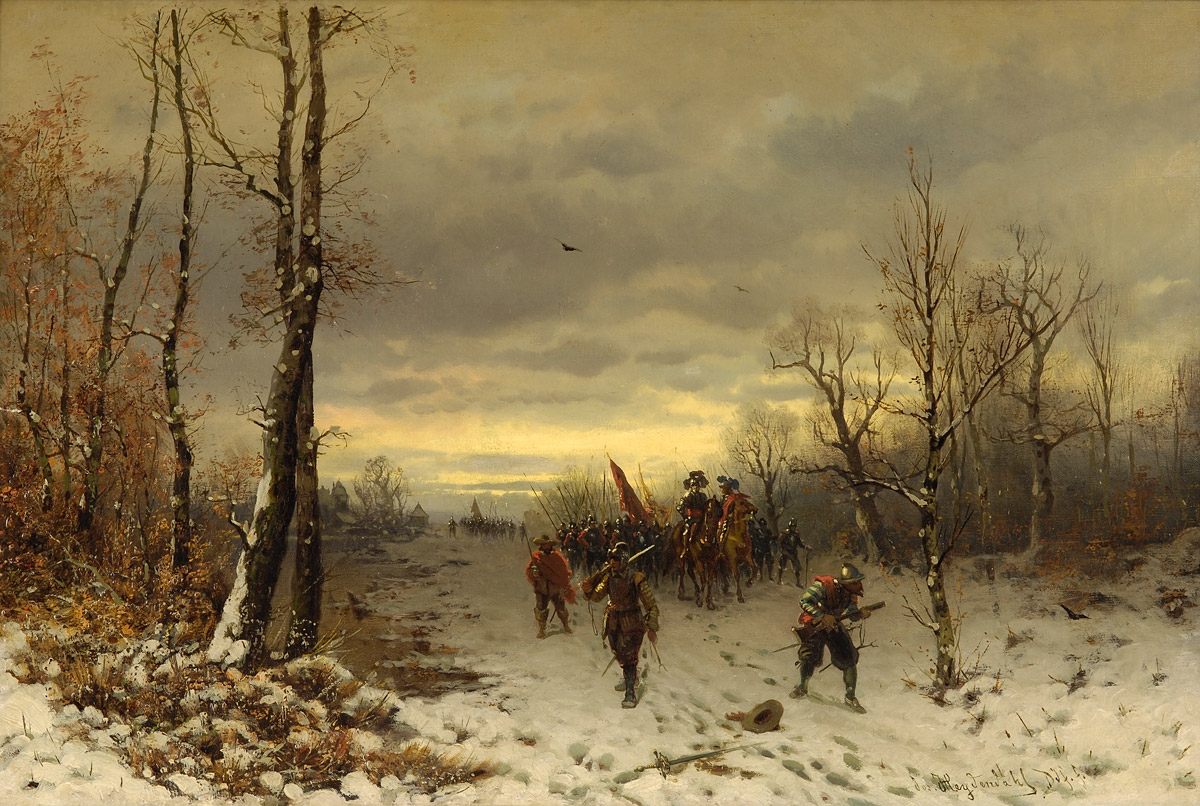
Auszug aus der Burg, 1883
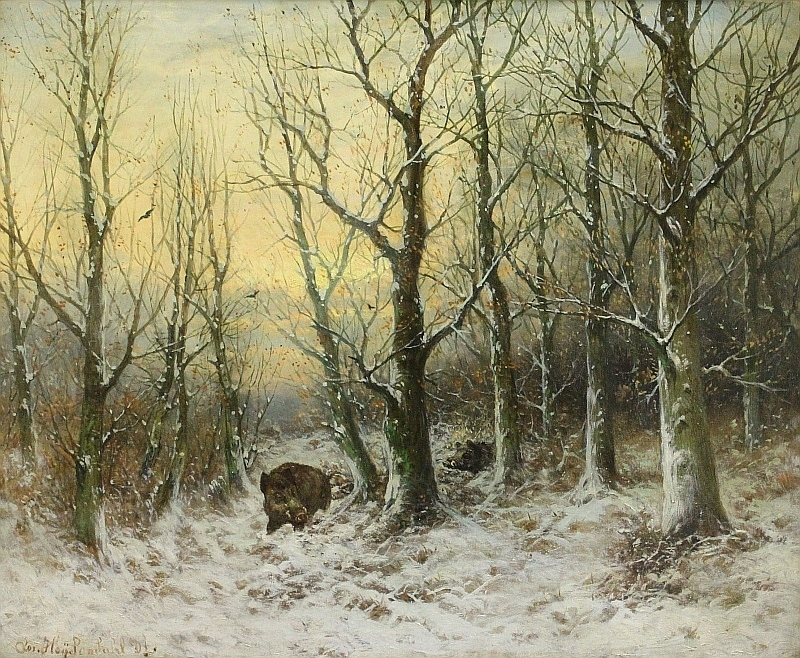
Wildschweine in Winterlandschaft
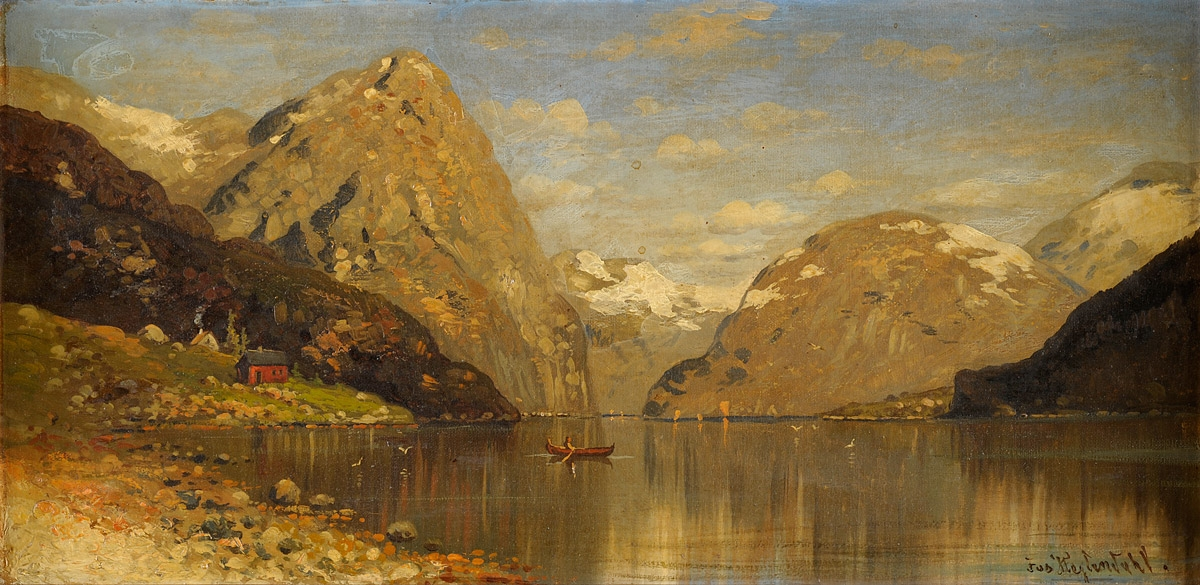
Sommerliche Fjordansicht
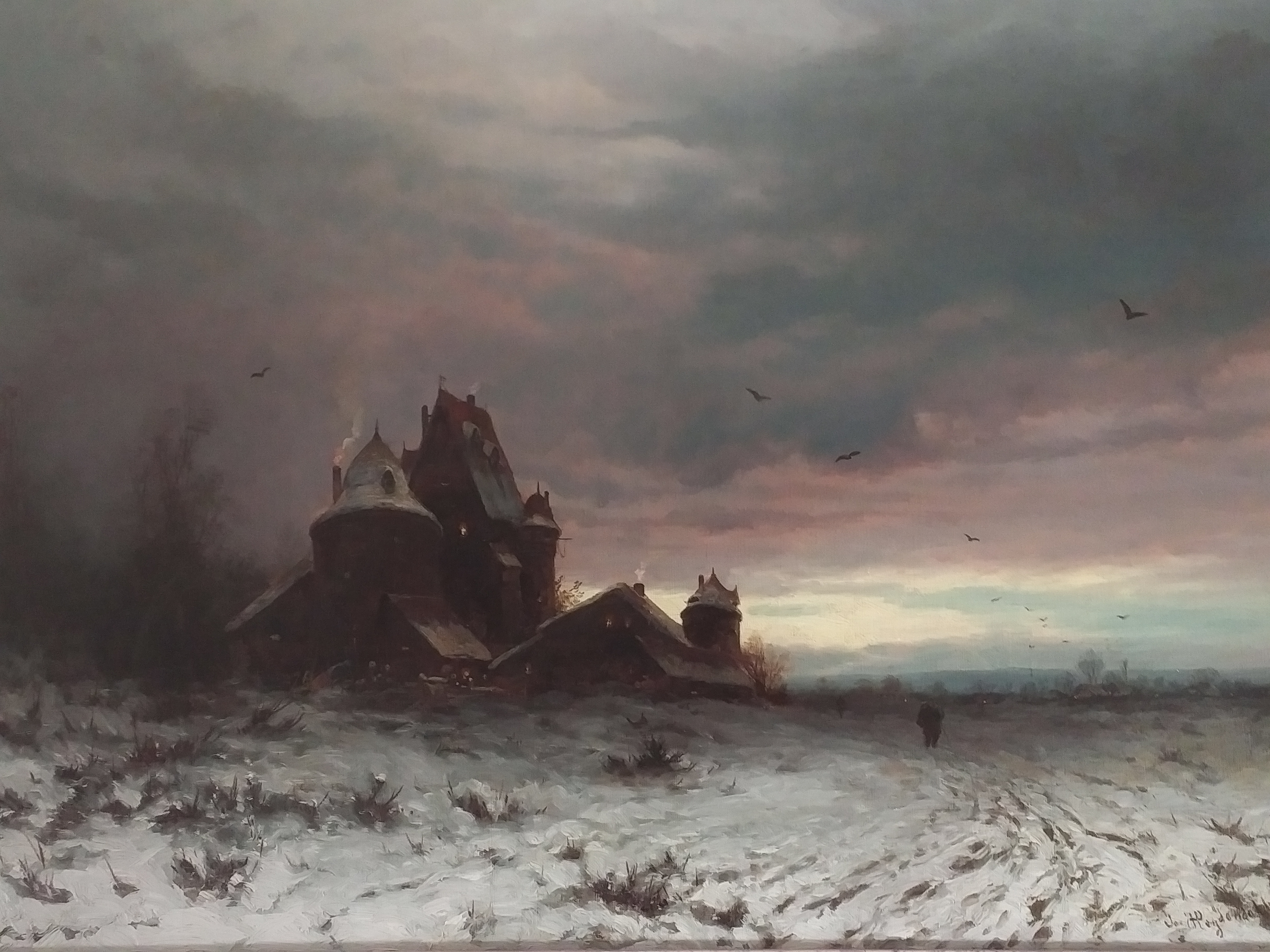
Eine Burg in einer Winterlandschaft